# 1782
1782 (хиляда седемстотин осемдесет и втора) година (MDCCLXXXII) е:
- обикновена година, започваща в събота по юлианския календар;
- обикновена година, започваща във вторник по григорианския календар (с 11 дни напред за 18 век).

Тя е 1782-рата година от новата ера и след Христа, 782-рата от 2-ро хилядолетие и 82-рата от 18 век.

## Родени
- 15 февруари – Уилям Милър, основател на адвентисткото движение († 1849)
- 21 април – Фридрих Фрьобел, германски педагог († 1852 г.)
- 18 май – Михаил Воронцов, руски генерал († 1856 г.)
- 27 октомври – Николо Паганини, италиански композитор († 1840 г.)
- 7 декември – Николаус Опел, германски зоолог († 1820 г.)

## Починали
- 1 януари – Йохан Кристиан Бах, германски композитор (* 1735 г.)
- 2 март – Софи Бурбон-Френска, френска благородничка (* 1734 г.)
- 17 март – Даниел Бернули, швейцарски математик (* 1700 г.)